# Piroluzyt

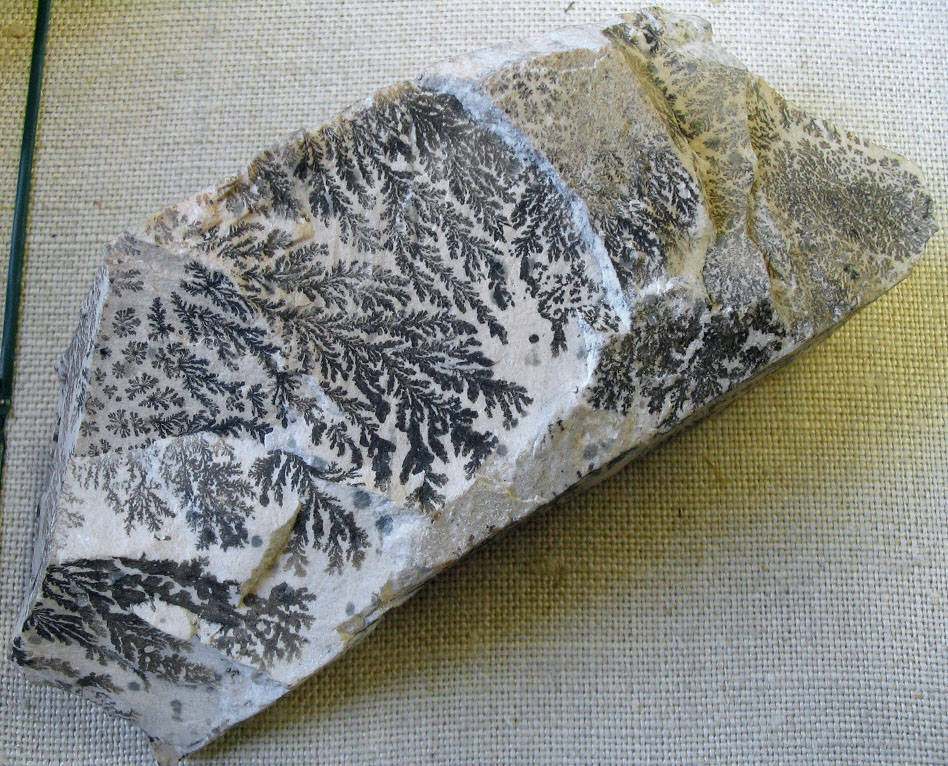
Piroluzyt w formie dendrytu

Piroluzyt – minerał z gromady tlenków. Należy do minerałów pospolitych i często spotykanych. 
Nazwa pochodzi od gr. pyr = ogień i liosis = rozproszenie, rozkład (oysis = myć).

## Charakterystyka

### Właściwości
Tworzy kryształy słupkowe, pręcikowe (polianit) lub igiełkowe. Występuje w skupieniach ziemistych, proszkowych, piankowych (wad), nerkowych, groniastych, włóknistych. Niekiedy tworzy kolomorficzne masy. Tworzy pseudomorfozy po innych minerałach np. po kalcycie.  Jest kruchy, nieprzezroczysty. Odmiany ziemiste są bardzo miękkie i tłuste w dotyku oraz brudzą ręce.

### Występowanie
Stanowi składnik utworów hydrotermalnych oraz osadowych. Wytrąca się jako osad chemiczny w bagnach, jeziorach, lagunach, i innych zbiornikach wodnych. Tworzy się  także wtórnie w  strefie utleniania minerałów zawierających mangan. Współwystępuje z manganitem, psylomelanem, limonitem, (goethytem i lepidokrokitem), braunitem. Główny składnik rudy manganu - braunsztynu.
Miejsca występowania:
- Na świecie: Gruzja – Cziatura, Kaukaz, Ukraina – Nikipol, Nizina Czarnomorska, Indie – Dekan, Brazylia – Minas Gerais, RPA, Niemcy.

- Polska: Dolny Śląsk, w Górach i na Pogórzu Kaczawskim, w Górach Sowich i Górny Śląsk, w Tarnowskich Górach i w Bytomiu (Dąbrowa Miejska).

### Zastosowanie
- wykorzystywany bezpośrednio do produkcji suchych ogniw Leclanchégo cynkowo-grafitowych (zużycie tego minerału do tego celu w szczytowym w okresie (1976) wynosiło w skali globu pół miliona ton),
- bardzo ważna ruda manganu (zawiera 63,19% Mn), do pozyskiwania metalicznego manganu,
- składnik uszlachetniający stal,
- składnik utwardzający stopy glinu i magnezu,
- służy do otrzymywania chloru,
- jest poszukiwany przez kolekcjonerów – najpiękniejsze kryształy przekraczające 10 cm długości pochodzą z Niemiec i USA.